# Ghostzapper
Ghostzapper est un cheval de course pur-sang anglais américain né en 2000. Lauréat de la Breeders' Cup Classic en 2004, il fut élu cheval de l'année aux États-Unis et introduit au Hall of Fame des courses américaines en 2012.

## Carrière de courses
Élevé par son propriétaire, l'homme d'affaires austro-canadien Frank Stronach, dans son haras Adena Springs Farm à Paris, Kentucky, Ghostzapper est envoyé en Californie chez le grand entraîneur Robert Frankel, membre du Hall of Fame des courses américaines. Il débute à Hollywood Park au moins de novembre de ses 2 ans par une impressionnante victoire, mais se manque pour sa sortie suivante, fin décembre, dans une "allowance", finissant quatrième. On le retrouve six mois plus tard en 2004, toujours dans le circuit des allowances (l'une des modalités du complexe système des courses américaines), où il remporte deux victoires. Malgré son potentiel hors normes, le poulain ne participe pas à la campagne classique et à la Triple Couronne, et n'affronte les meilleurs qu'en août, dans les King's Bishop Stakes, sa première tentative au niveau des groupes : il ne peut faire mieux que troisième, mais ce sera la dernière défaite de sa carrière. Car Ghostzapper démontre dès sa sortie suivante qu'il est un surdoué en survolant les Vosburgh Stakes (Groupe 1) dans une action dévastatrice. On ne le revoit plus cette année-là, le poulain souffrant de problèmes de santé, des seimes et diverses atteintes au sabot, autant de problèmes physiques qui empoisonneront toute sa carrière. 
Il faudra attendre dix mois avant de le revoir sur un hippodrome, et admirer à nouveau son incroyable accélération. Ce sera dans le Tom Fool Handicap, un groupe 3 disputé sur l'hippodrome de Belmont Park, à New York. Suivent les Philip H. Iselin Stakes, un autre groupe 3 disputé dans la gadoue, où il s'impose de plus de dix longueurs avec un chrono exceptionnel qui lui vaut un "Beyer Speed Rating" (un système de rating proprement américain, basé sur les chronos) exceptionnel de 128, l'un des plus hauts jamais décernés. Le voilà donc plébiscité pour sa tentative dans les Woodward Stakes, qu'il remporte mais à la lutte, avec un autre futur cheval de l'année, Saint-Liam. Reste que Saint-Liam est alors un champion en devenir, et que Ghostzapper n'a pas encore affronté les meilleurs chevaux du pays. Le rendez-vous est donné dans la Breeders' Cup Classic, courue en cette année 2004 à Lone Star Park, au Texas. 
C'est l'une des plus belles éditions du Classic qui s'annonce. Au départ, entre autres, le tenant du titre, Pleasantly Perfect, qui s'en est allé cueillir en début de saison la Dubaï World Cup, la championne Azeri, élue cheval de l'année en 2002, Funny Cide, qui a manqué de peu la Triple Couronne en 2003 (vainqueur du Kentucky Derby et des Preakness Stakes, il a fini troisième des Belmont Stakes) et Birdstone, vainqueur des Belmont Stakes. De tous, Ghostzapper, qui pourtant aborde pour la première fois les 2 000 mètres, ne fait qu'une bouchée, menant toute la course sur un rythme d'enfer pour l'emporter par trois longueurs devant la jument Roses in May et Pleasantly Perfect. Avec un chrono sous les deux minutes, il explose le record de la piste et signe le meilleur temps de l'histoire du Classic, dont il n'existe pas de record officiel étant donné que l'épreuve est itinérante. 
Bien qu'il n'ait couru que quatre fois au cours de la saison, Ghostzapper est élu meilleur cheval d'âge et surtout cheval de l'année, devançant aux votes le crack Smarty Jones, qui a échoué de peu dans sa quête de la Triple Couronne. Plus que son palmarès, c'est le style de ses victoires et son incroyable vitesse de base qui emportent l'adhésion. La FIAH ne s'y trompe pas en lui attribuant un rating de 130, ce qui fait de lui officiellement le meilleur cheval du monde en 2004. Et Timeform confirme, avec un 137 qui le place très haut dans l'histoire des courses. Mais il y a un défaut dans la cuirasse : Ghostzapper est fragile. Et s'il reste à l'entraînement en 2005, on ne le reverra qu'une fois en compétition, le temps d'une ultime démonstration le 30 mai dans le Metropolitan Handicap, sur le mile, avec encore un chrono canon. Mais le 13 juin, le couperet tombe : blessé, Ghostzapper ne reparaîtra plus en piste. Mais si ces problèmes de santé ont contrecarré sa carrière, il restera parmi les chevaux les plus impressionnants de l'histoire des courses américaines. Son introduction rapide au Hall of Fame, dès 2012, en est la parfaite illustration.

### Résumé de carrière
| Date         | Hippodrome     | Pays        | Course                | Statut      | Distance    | Jockey           | Place       | Écart       | Vainqueur ou deuxième | Temps   |
| 2002, 2 ans  | 2002, 2 ans    | 2002, 2 ans | 2002, 2 ans           | 2002, 2 ans | 2002, 2 ans | 2002, 2 ans      | 2002, 2 ans | 2002, 2 ans | 2002, 2 ans           |         |
| ------------ | -------------- | ----------- | --------------------- | ----------- | ----------- | ---------------- | ----------- | ----------- | --------------------- | ------- |
| 16 novembre  | Hollywood Park | États-Unis  | Maiden                | maiden      | 1 300 m     | J. Valdivia, Jr. | 1er / 10    | 9           | Binny's Trick         | 1'15"57 |
| 26 décembre  | Santa Anita    | États-Unis  | Allowance             |             | 1 200 m     | J. Valdivia, Jr. | 4e / 8      |             | Scrimshaw             |         |
| 2003, 3 ans  |                |             |                       |             |             |                  |             |             |                       |         |
| 20 juin      | Belmont Park   | États-Unis  | Allowance             |             | 1 200 m     | J. Castellano    | 1er / 6     | 3 ¼         | As Wicked             | 1'09"39 |
| 26 juillet   | Saratoga       | États-Unis  | Allowance             |             | 1 400 m     | J. Castellano    | 1er / 6     | 1/2         | Clock Stopper         | 1'21"74 |
| 23 août      | Saratoga       | États-Unis  | King's Bishop Stakes  | Gr. 1       | 1 400 m     | J. Castellano    | 3e / 13     | 1/2         | Valid Video           |         |
| 27 septembre | Belmont Park   | États-Unis  | Vosburgh Stakes       | Gr. 1       | 1 300 m     | J. Castellano    | 1er / 10    | 6 ½         | Aggadan               | 1'14"72 |
| 2004, 4 ans  |                |             |                       |             |             |                  |             |             |                       |         |
| 4 juillet    | Belmont Park   | États-Unis  | Tom Fool Handicap     | Gr. 2       | 1 400 m     | J. Castellano    | 1er / 4     | 4 ¼         | Aggadan               | 1'20"42 |
| 21 août      | Monmouth Park  | États-Unis  | Iselin Handicap       | Gr. 3       | 1 800 m     | J. Castellano    | 1er / 4     | 10 ¾        | Presidentialaffair    | 1'47"66 |
| 11 septembre | Belmont Park   | États-Unis  | Woodward Stakes       | Gr. 1       | 1 800 m     | J. Castellano    | 1er / 7     | enc.        | Saint Liam            | 1'46"38 |
| 30 octobre   | Lone Star Park | États-Unis  | Breeders' Cup Classic | Gr. 1       | 2 000 m     | J. Castellano    | 1er / 13    | 3           | Roses In May          | 1'59"02 |
| 2005, 5 ans  |                |             |                       |             |             |                  |             |             |                       |         |
| 30 mai       | Belmont Park   | États-Unis  | Metropolitan Handicap | Gr. 1       | 1 600 m     | J. Castellano    | 1er / 6     | 6 ¼         | Silver Wagon          | 1'33"29 |

## Au haras
L'aura de Ghostzapper est telle qu'il s'installe comme étalon à Adena Springs avec un prix de saillie record : $ 200 000, le plus haut tarif jamais appliqué pour un débutant au haras. Il ne se montrera cependant pas tout à fait à la hauteur des attentes, et verra ce tarif descendre jusqu'à $ 20 000 en 2012, avant de rebondir à $ 60 000 en 2015 à la faveur des performances de ses produits. En 2020, il est transféré au haras de Hill'n Dale, où il est facturé à $ 85 000 la saillie en 2021, ayant tout de même prouvé qu'il était un reproducteur de premier plan. Il a donné une dizaine de vainqueurs de groupe 1, parmi lesquels   
- Shaman Ghost : Santa Anita Handicap, Woodward Stakes
- Just A Beauty : Breeders' Cup Filly & Mare Sprint, Madison Stakes
- Goodnight Olive : double lauréate de la Breeders' Cup Filly & Mare Sprint, sprinteuse de l'année en 2022 et 2023
- Moira : Beverly D. Stakes, Breeders' Cup Filly & Mare Turf, jument de l'année sur le gazon en 2024
- Mystic Guide : Dubaï World Cup
- Stronghold : Santa Anita Derby.

Il s'est révélé aussi comme père de mère, notamment avec sa fille Stage Magic, mère du lauréat de la Triple Couronne Justify.  

## Origines
Ghostzapper est issu de la première génération des produits de Awesome Again, un autre élève de Frank Stronach lauréat de la Breeders' Cup Classic en 1998, et devenu un étalon à succès, d'ailleurs le premier vainqueur de Classic à engendrer un autre vainqueur de Classic. La mère de Ghostzapper, Baby Zip, s'imposa au niveau Listed mais surtout devint une excellente poulinière puisqu'elle a donné aussi City Zip (Carson City), lauréat notamment des Hopeful Stakes (Gr.1), mais aussi City Wolf (Giant's Causeway), vainqueur au niveau groupe 3. Baby Zip est une fille de la bonne Thirty Zip, placée de groupe 1.  

### Pedigree
| Origines de Ghostzapper (USA), mâle bai né en 2000 | Origines de Ghostzapper (USA), mâle bai né en 2000 | Origines de Ghostzapper (USA), mâle bai né en 2000 | Origines de Ghostzapper (USA), mâle bai né en 2000 |
| -------------------------------------------------- | -------------------------------------------------- | -------------------------------------------------- | -------------------------------------------------- |
| Père Awesome Again                                 | Deputy Minister                                    | Vice Regent                                        | Northern Dancer                                    |
| Père Awesome Again                                 | Deputy Minister                                    | Vice Regent                                        | Victoria Regina                                    |
| Père Awesome Again                                 | Deputy Minister                                    | Mint Copy                                          | Bunty's Flight                                     |
| Père Awesome Again                                 | Deputy Minister                                    | Mint Copy                                          | Shakney                                            |
| Père Awesome Again                                 | Primal Force                                       | Blushing Groom                                     | Red God                                            |
| Père Awesome Again                                 | Primal Force                                       | Blushing Groom                                     | Runaway Bride                                      |
| Père Awesome Again                                 | Primal Force                                       | Prime Prospect                                     | Mr.Prospector                                      |
| Père Awesome Again                                 | Primal Force                                       | Prime Prospect                                     | Square Generation                                  |
| Mère Baby Zip                                      | Relaunch                                           | In Reality                                         | Intentionally                                      |
| Mère Baby Zip                                      | Relaunch                                           | In Reality                                         | My Dear Girl                                       |
| Mère Baby Zip                                      | Relaunch                                           | Foggy Note                                         | The Axe                                            |
| Mère Baby Zip                                      | Relaunch                                           | Foggy Note                                         | Silver Song                                        |
| Mère Baby Zip                                      | Thirty Zip                                         | Tri Jet                                            | Jester                                             |
| Mère Baby Zip                                      | Thirty Zip                                         | Tri Jet                                            | Haze                                               |
| Mère Baby Zip                                      | Thirty Zip                                         | Sailaway                                           | Hawaii                                             |
| Mère Baby Zip                                      | Thirty Zip                                         | Sailaway                                           | Quick Fit (famille 23-b)                           |